# Bisbat de Vilkaviškis
El bisbat de Vilkaviškis (lituà: Vilkaviškio vyskupija, llatí: Dioecesis Vilkaviskensis) és una seu de l'Església Catòlica a Lituània, sufragània de l'arquebisbat de Kaunas. Al 2017 tenia 311.000 batejats sobre una població de 319.126 habitants. Actualment està regida pel bisbe Rimantas Norvila.

## Territori
La diòcesi comprèn el comtat de Marijampolė i part dels comtats d'Alytus i de Kaunas.
La seu episcopal és la ciutat de Vilkaviškis, on es troba la catedral de Santa Verge Maria.
El territori s'estén sobre 6.280 km², i està dividit en 104 parròquies, agrupades en 6 vicariats.

## Història
La diòcesi va ser erigida el 4 d'abril de 1926 mitjançant la butlla Lituanorum gente del papa Pius XI, prenent el territori de la diòcesi de Łomża i de l'arxidiòcesi de Kaunas.

## Cronologia episcopal
- Antanas Karosas † (5 d'abril de 1926 - 7 de juliol de 1947 mort)
  - Sede vacante (1947-1991)
- Juozas Žemaitis, M.I.C. (24 de desembre de 1991 - 5 de gener de 2002 jubilat)
- Rimantas Norvila, des del 5 de gener de 2002

## Estadístiques
A finals del 2017, la diòcesi tenia 311.000 batejats sobre una població de 319.126 persones, equivalent al 97,5% del total.
| any  | població | població | població | sacerdots | sacerdots       | sacerdots       | sacerdots             | diaques | religiosos | religiosos | parròquies |
| ---- | -------- | -------- | -------- | --------- | --------------- | --------------- | --------------------- | ------- | ---------- | ---------- | ---------- |
| any  | batejats | total    | %        | total     | clergat secular | clergat regular | batejats por sacerdot | diaques | homes      | dones      |            |
| 1950 | 350.000  | 365.000  | 95,9     |           |                 |                 |                       |         |            |            | 101        |
| 1970 | ?        | ?        | ?        | 127       | 127             |                 | ?                     |         |            |            | 94         |
| 1980 | ?        | ?        | ?        | 111       | 111             |                 | ?                     |         |            |            | 94         |
| 1990 | 351.400  | ?        | ?        | 114       | 114             |                 | 3.082                 | 1       |            |            | 100        |
| 1999 | 400.200  | 443.000  | 90,3     | 123       | 110             | 13              | 3.253                 | 1       | 15         | 80         | 103        |
| 2000 | 400.200  | 443.000  | 90,3     | 118       | 109             | 9               | 3.391                 |         | 11         | 80         | 103        |
| 2001 | 400.200  | 443.000  | 90,3     | 120       | 112             | 8               | 3.335                 |         | 14         | 95         | 103        |
| 2002 | 400.200  | 443.000  | 90,3     | 123       | 116             | 7               | 3.253                 |         | 13         | 94         | 103        |
| 2003 | 398.800  | 442.900  | 90,0     | 121       | 113             | 8               | 3.295                 |         | 11         | 81         | 103        |
| 2004 | 382.400  | 403.000  | 94,9     | 121       | 113             | 8               | 3.160                 |         | 10         | 93         | 103        |
| 2010 | 346.360  | 354.500  | 97,7     | 125       | 118             | 7               | 2.770                 |         | 8          | 93         | 105        |
| 2014 | 331.154  | 339.241  | 97,6     | 122       | 117             | 5               | 2.714                 |         | 6          | 86         | 106        |
| 2017 | 311.000  | 319.126  | 97,5     | 115       | 109             | 6               | 2.704                 |         | 8          | 75         | 104        |